# Рейнгау
Рейнгау (на немски: Rheingau) е историко-географска област в Централна Германия (главно в провинция Хесен). Разположен е между планината Таунус и долината на река Рейн.

## История
В някогашната Франкска империя Рейнгау е гау-графство, управлявано по нареждане на краля от Рейн-графове. През 8 век е разделено на три части: Унтеррейнгау (който запазва името Рейнгау), Оберрейнгау (южно от Долен Майн) и Кьонигсзондергау (около Висбаден). На изток се намират Нидагау и Майнгау и на север Лангау.
Рейнгау е централна територия на винопроизводството.